# オルランド・レテリエル

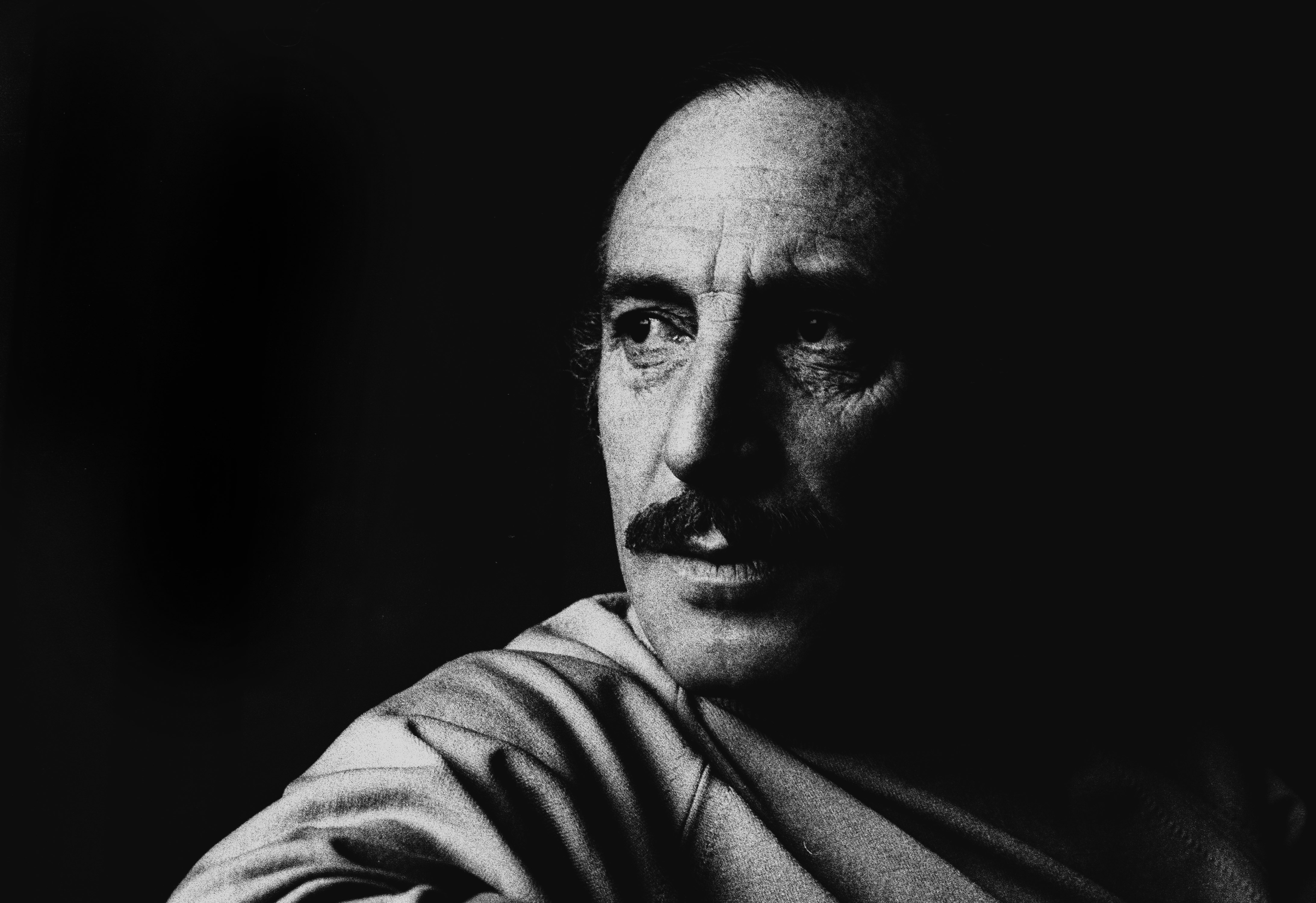
オルランド・レテリエル（1976年）

マルコス・オルランド・レテリエル・デル・ソラール（Marcos Orlando Letelier del Solar、1932年4月13日 - 1976年9月21日）とは、チリの経済学者、チリ社会党所属の政治家。サルバドール・アジェンデ大統領政権下で外交官を務めたことでも知られる。アウグスト・ピノチェト将軍による軍事独裁政権時にはアメリカ合衆国へ亡命、首都ワシントンD.C.にある複数の大学で教鞭を執るも、1976年チリの秘密警察DINAにより暗殺された。

## 前半生
チリ・テムコにて、父オルランド・レテリエル・ルイスと母イネス・デル・ソラルとの間に末男として生まれる。ホセ・ミゲル・カレッラ将軍国立研究所を経て、16歳の時チリ軍事アカデミーに合格。その後同アカデミーを中退しチリ大学へ入学、1954年に法学士を取得することとなる。
1955年には当時設立されたばかりの銅山事務所（現コデルコ）に入り、1959年まで銅鉱山業の調査アナリストとして勤務。1952年チリ大統領選挙では、再度出馬したサルバドール・アジェンデ陣営で選挙運動員に雇われるも、落選を余儀無くされる（当選者はカルロス・イバニェス・デル・カンポ）。
その後一家はベネズエラへ転居、同国財務省にて銅山コンサルタントとなった。コンサルタント業を一旦辞め、当時設立間もない米州開発銀行へ入行し、上部エコノミストや融資部長を歴任。国際連合の顧問として、アジア開発銀行の設立にも携わった。この間1955年12月17日にイサベル・モレル・フムシオと結婚、4子（クリスティアン、ホセ、フランシスコ、フアン・パブロ）を設けることとなる。

## 政歴
政治に初めて関わったのは大学生の時であり、チリ大学学生連合で代議員を務めていた。1959年チリ社会党（PS）へ入党。1971年にはアジェンデ大統領より駐米大使を拝命するに至った。当時の南米の社会主義者としては、複雑極まる合衆国の政治に精通していたのみならず、銅鉱山業にも造詣が深く、類い稀なる指導性を有していたためである。かくして合衆国政府が求める銅山の民営化に抗してゆく。
1973年に入るとチリに召喚され、外務、国務、防衛の各大臣を歴任することとなる。同年9月11日に発生したチリ・クーデターでは防衛省の官舎に到着したところ、逮捕されてしまう。逮捕者としてはアジェンデ政権下初の最高位者であった。
複数の強制収容所で拷問に苦しみながら、12ヶ月間拘束を余儀無くされる。最初は当時軍事アカデミーのあったタクナ連隊を経て、ドーソン島の政治犯収容所で8ヶ月間を過ごす。その後空軍戦争アカデミーの地下室に移送され、最終的にはリトク強制収容所へ収監。ピノチェト政権は国際連合総会にて再三再四にわたり非難決議が出されるなど、国際的にも外交圧力が高まる時期に当たっており、なかんずく当時ベネズエラの首都カラカスで市長を務めていたディエゴ・アリアの尽力もあり、即刻国外へ出るという条件付きで1974年9月釈放されるに至った。
釈放後一家はカラカスに定住するも、アメリカの作家サウル・リンダウの提案により、ワシントンDCに向かうこととなる。1975年ワシントンに転居し、当時リンダウが勤務していた政策研究所（IPS）で上級特別研究員に就任。また多国籍研究所（TNI）の所長にもなり、ワシントンDCのアメリカン大学で教鞭を執る。
ピノチェト政権に抗して、合衆国連邦議会や欧州各国の政府に陳情を行い続けた結果、同政権への借款（特に欧州諸国）の阻止に成功。1976年9月10日、法令によりチリ国籍を剥奪される。

## 暗殺

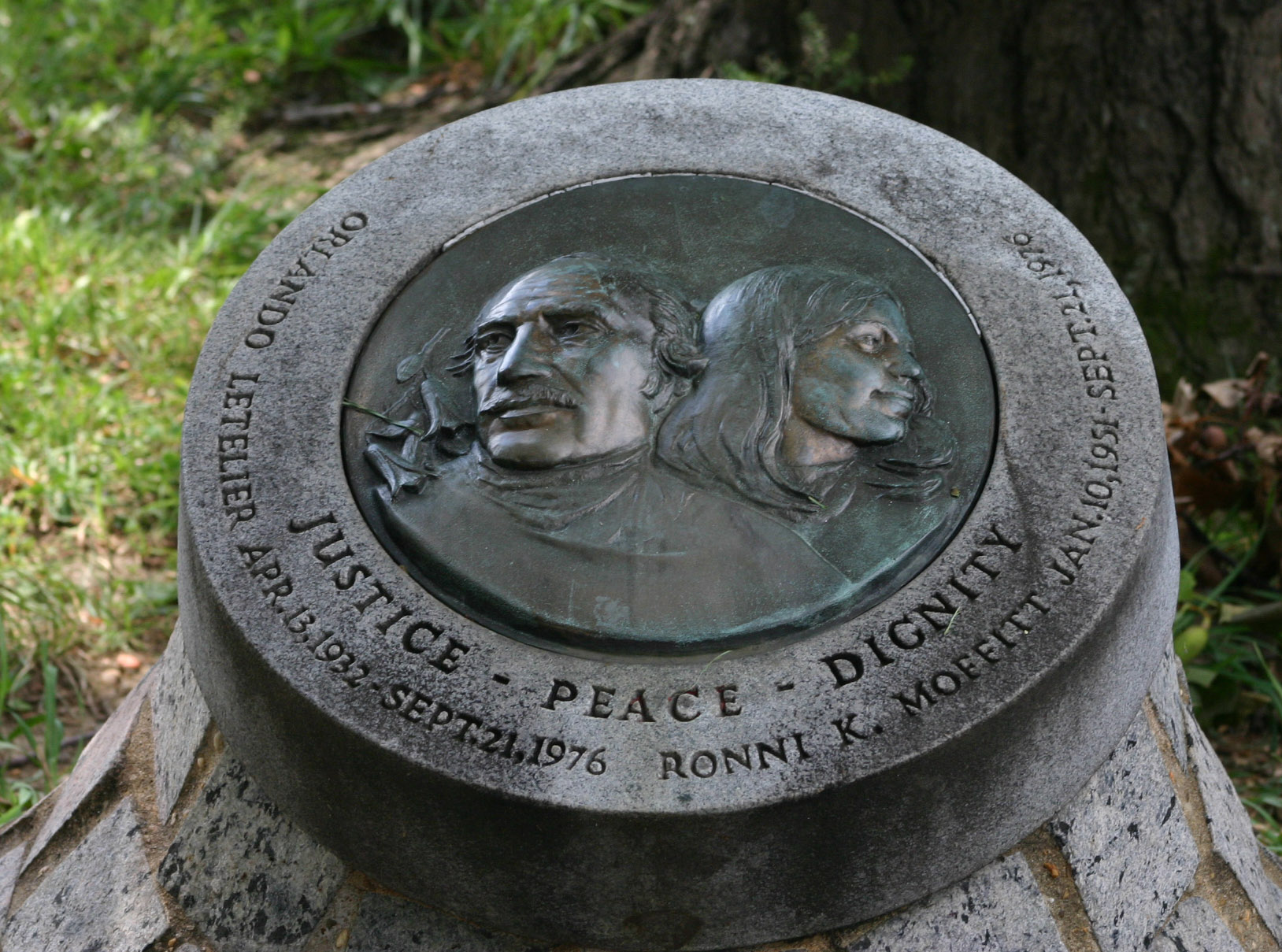
ワシントンDCにある記念碑

1976年9月21日、自動車爆弾によりアメリカ人助手のロニ・モフィットと共に死亡。夫のマイケル・モフィットも同乗しており、負傷したものの生命に別条は無かった。
元中央情報局（CIA）工作員で秘密警察DINA職員のマイケル・タウンリーやマヌエル・コントレラス元DINA局長、同じく元DINA職員のペドロ・エスピノサ准将をはじめ、この事件で起訴、有罪判決を受けた者は多い。タウンリーは1978年合衆国にて殺人罪で有罪判決を受け62ヶ月間収監、証人保護プログラムの参加者として今や自由の身である。コントレラスやエスピノサも1993年にチリで有罪判決を受けている。なお、タウンリーが事件への連座を示唆したにもかかわらず、2006年12月10日に死去したピノチェトは殺人罪で起訴されなかった。

## その後
ルテリエルとモフィットの両名が勤務していた政策研究所は、2006年12月にピノチェトが死去した後、暗殺事件関連の文書を全て公開するよう要求。IPSによると、クリントン政権は16000を越えるチリ関連の文書を機密解除しているが、調査を継続中との理由で暗殺事件に関する文書は公表を差し控えているという。ピノチェトの起訴状は準備されていたものの、ジョージ・W・ブッシュ政権が握り潰したとの説がある。

## 近年の動向
2010年4月10日アメリカ国家安全保障アーカイブを通じて入手が可能となったアメリカ合衆国国務省のある文書により、重大な事実が明らかとなった。ピノチェトによるコンドル作戦への抗議文が提案され、1976年8月23日にウルグアイやアルゼンチン、チリの各合衆国大使へ当該国の政府にわたるよう届けられたものの、同年9月16日にはヘンリー・キッシンジャーが握り潰したというのである。暗殺事件が発生したのは、その5日後であった。